# Mårten Nilsson
Karl Alex Mårten Nilsson, född 5 maj 1962 på Mallorca, är en svensk regissör och filmfotograf.
Nilsson studerade filmvetenskap vid Stockholms universitet och gick därefter Biskops-Arnös medialinje. Efter studierna blev han verksam inom Filmverkstan. Har sedan slutet på åttitalet gjort många experimentfilmer. Nominerades till en Guldbagge för bästa kortfilm 2003 för Rewind och 2005 för Sportstugan som båda gjordes tillsammans med Gunilla Heilborn. Han vann samma pris 2007 för Hur man gör som gjordes tillsammans med Gunilla Heilborn och Kim Hiorthøy.På senare år också värt att nämna: Kultfilmerna Fågel däruppe (2011) och En film (2019) och insats på: Foto på dokumentären Conquering China (2014) i regi av Johan Jonason och Ett akademiskt krig (Lisa Östberg).
Mai Zetterling-stipendiet tilldelades 2023 Mårten Nilsson.

## Filmografi (urval)
Regi
- 2003 – Rewind
- 2005 – Sportstugan
- 2007 – Hur man gör
- 2009 – This is Alaska
- 2011 – Fågel däruppe
- 2014 – Vi förändrar oss
- 2017 – Sökarna (kortfilmsserie)

Foto

- 1993 – Miss Ameriguà
- 1995 – Vackert väder
- 1997 – Nattbuss 807
- 1998 – Lithivm
- 2000 – Plötsligt i Vinslöv
- 2003 – Rewind
- 2005 – Sportstugan
- 2010 – Som en Pascha
- 2014 – Conquering China
- 2016 – Meningslösa konversationer i fantastiska miljöer2018 – Ett akademiskt krig